# Ablenkungsmanöver
Ein Ablenkungsmanöver (auch: Täuschungsmanöver) ist eine militärische Taktik, die bei Gefechtshandlungen oder auch im Rahmen von größeren Operationen angewendet wird. Im Russischen wurde für derartige Täuschungs- und Verschleierungsoperationen der Begriff Maskirowka geprägt.
Im Allgemeinen handelt es sich dabei um eine kleinere Operation, die dazu dient, den Gegner zu verwirren und ihn von dem eigentlichen Ziel der geplanten Offensive abzulenken. Zum einen kann ein Ablenkungsmanöver aus gezielten Fehlinformationen bestehen, zum anderen kann es aus einer begrenzten militärischen Operation gegen ein anderes Ziel als das eigentliche Ziel gerichtet sein, welches dadurch verschleiert wird.

## Beispiele
Ein Ablenkungsmanöver kann zum Ziel haben, die Masse der feindlichen Streitkräfte auf sich zu ziehen (so bei der See- und Luftschlacht im Golf von Leyte 1944 durch einen japanischen 'Köderverband') oder die tatsächlichen Absichten durch vielfache Falschinformationen zu verschleiern. So ist es auch bei der Operation Fortitude geschehen (vor der angloamerikanischen Landung in der Normandie). Von der Roten Armee wurde vor der Operation Bagration ein Ablenkungsmanöver mit großem Erfolg angewandt.
In kleinerem Maßstab werden taktische Ablenkungsmanöver durchgeführt, die der Verzögerung feindlicher Offensiven dienen, oder schlicht die Offensive an einer schwachen Stelle des Gegners vorbereiten, die zum Durchbruch führen soll. Im Ersten Weltkrieg war diese Taktik im Stellungskrieg selten erfolgreich; im Zweiten Weltkrieg wurde sie mehrfach eingesetzt und trug zu spektakulären Durchbrüchen und Einkesselungen bei.